# Vreden

Vreden est une ville de Rhénanie-du-Nord-Westphalie (Allemagne), située dans l'arrondissement de Borken, dans le district de Münster.

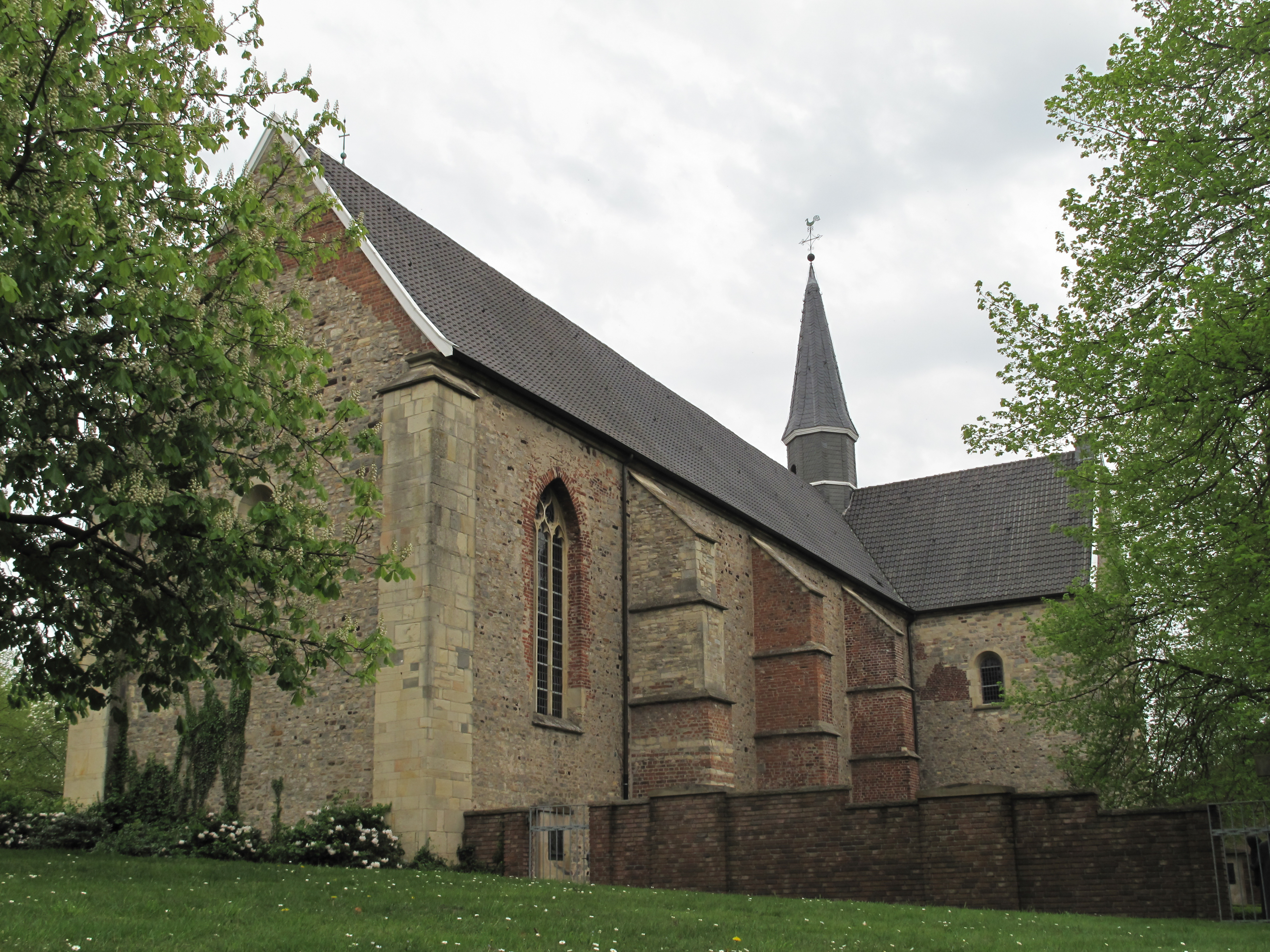
Église: die Stiftskirche Felicitas
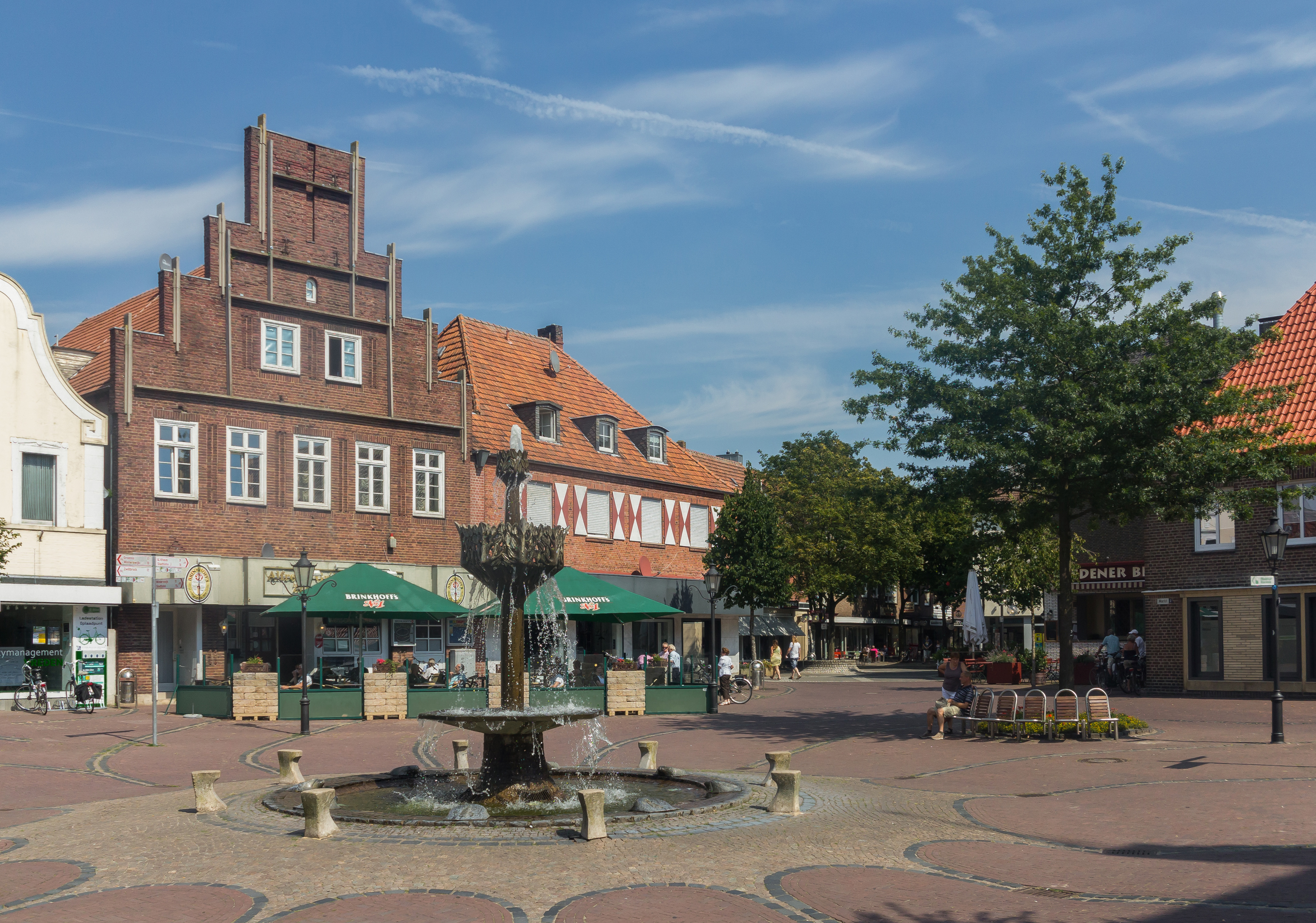
Fontaine sur den Markt
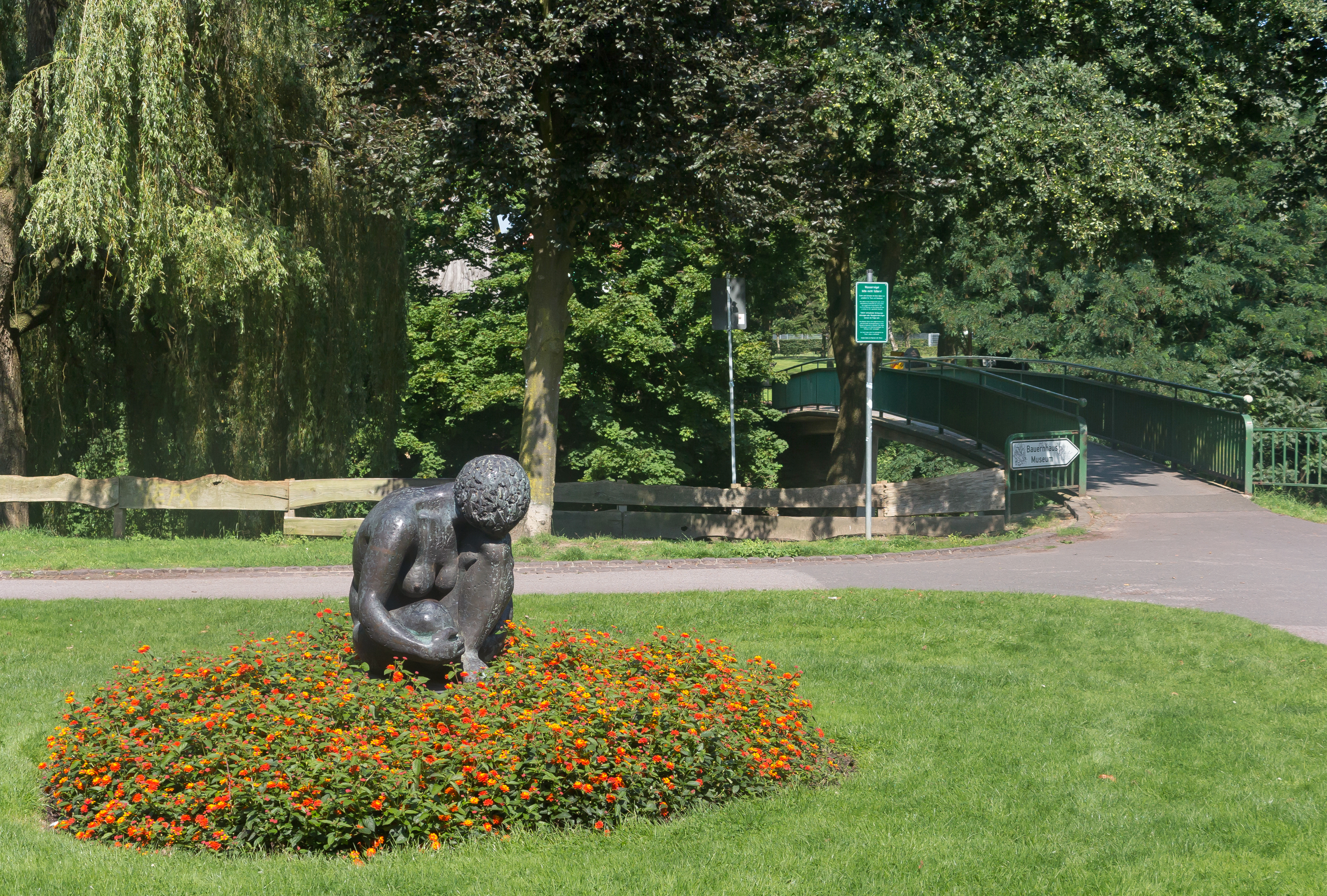
Sculpture près de passerelle sur den Berkel

## Personnalités liées à la ville
- Heinrich Tenhumberg (1915-1979), évêque né à Lünten.
- Bernd Feldhaus (1930-2013), homme politique né à Vreden.
- Dirk Korthals (1962-), nageur né à Vreden.